# Station Grodków Śląski
Station Grodków Śląski is een spoorwegstation in de Poolse plaats Grodków.